# Kooipark
Het Kooipark is een klein stadspark of plantsoen in de buurt De Kooi in de Nederlandse stad Leiden, in de wijk Leiden-Noord. De naam Kooipark verwijst - net als de wijknaam - naar een eendenkooi die hier was gelegen voordat er woningen werden gebouwd.
Al in 1912 kocht de gemeente de gronden aan voor de aanleg van een park en in hetzelfde jaar werd (mogelijk) door de architect Dudok een ontwerp gemaakt. Uiteindelijk werd dit pas in 1920 gerealiseerd. Het Kooipark was bedoeld als volkspark ten gerieve van de arbeidersklasse, waarin naast recreatie, sport en spel ook opvoeding, cultuur en volksbijeenkomsten mogelijk zouden zijn. Vrij snel na de oplevering bleek het park te klein en waren veel activiteiten niet mogelijk.
Tot ongeveer 1938 behield het park zijn oorspronkelijke structuur. In de decennia daarna raakte die opzet steeds meer verloren. Van de oorspronkelijke beplanting was rond de eeuwwisseling niets meer over; wel waren nog enkele ontwerpelementen herkenbaar aanwezig. 
Op verzoek van de Vereniging tot Behoud en Bescherming van het Kooipark werd het Kooipark in 2013 aangewezen als gemeentelijk monument. Aanleiding was de wens om het park haar oorspronkelijke ontwerp terug te geven. Bij de herstructurering van het park in 2014 werd het oorspronkelijke ontwerp als uitgangspunt genomen. Kenmerkend hierbij is de structuur met diagonale paden. Na de opknapbeurt, die EUR 720.000 kostte, werd het park op 1 mei 2014 weer geopend.

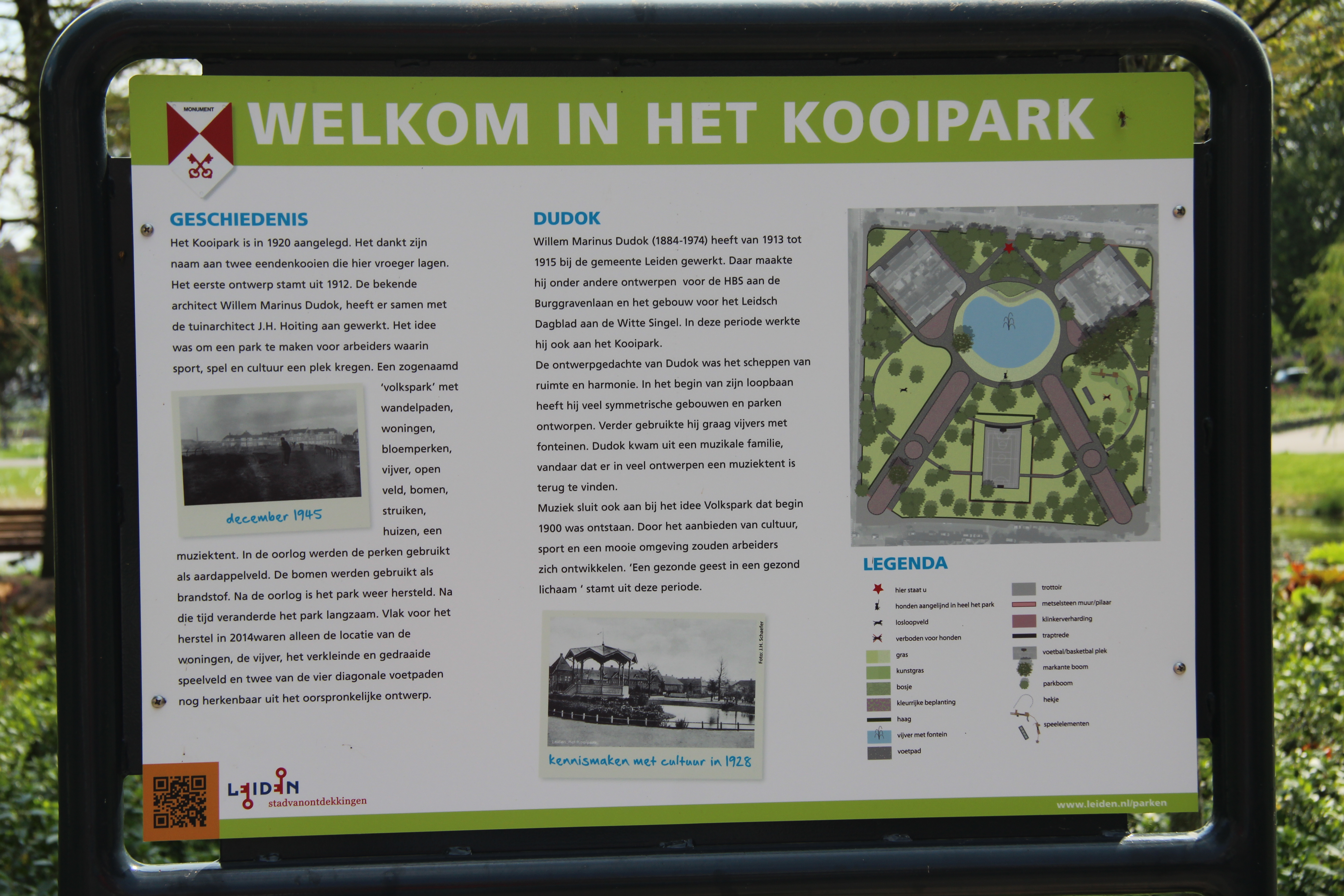
Kooipark in 2014
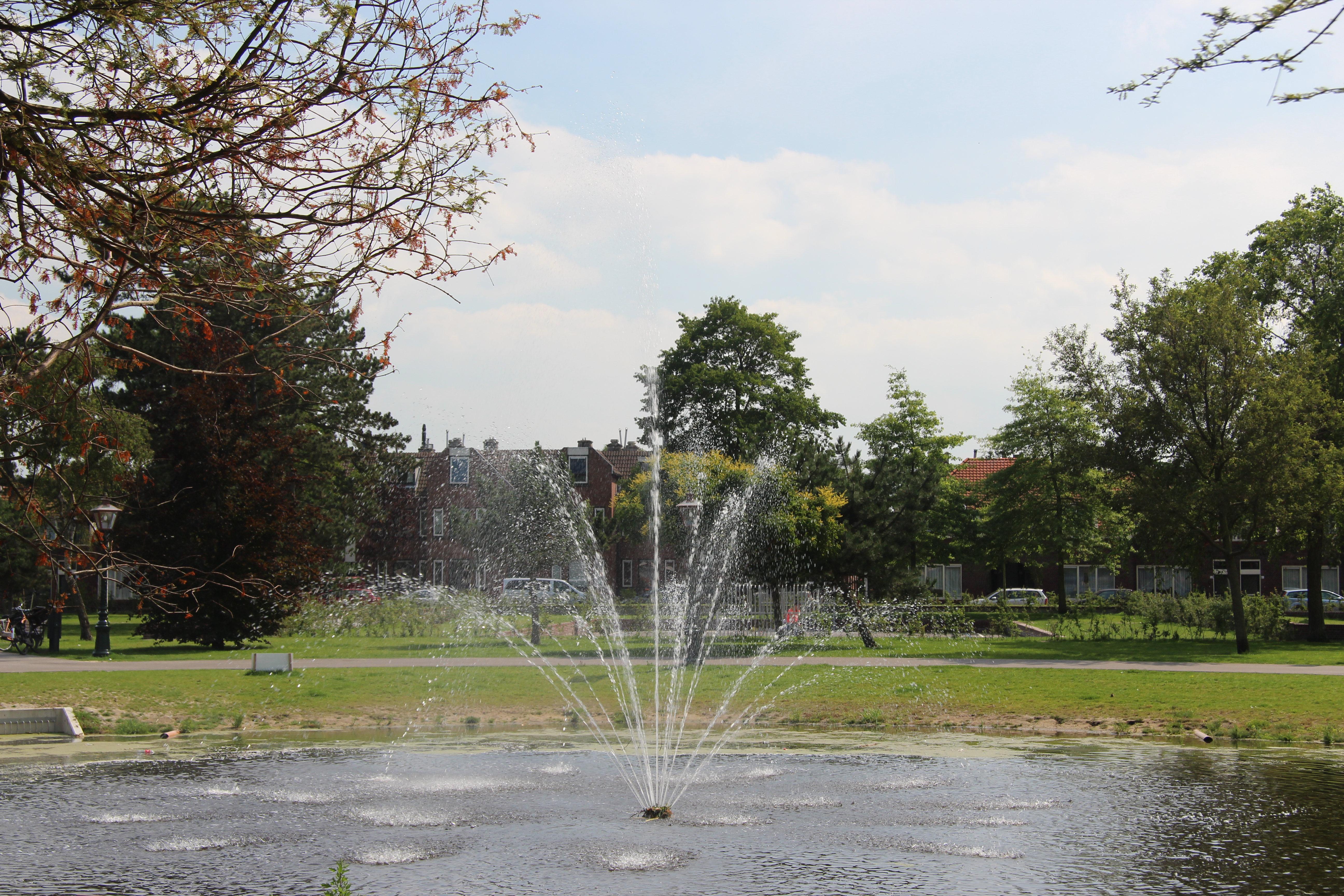
Kooipark in 2014
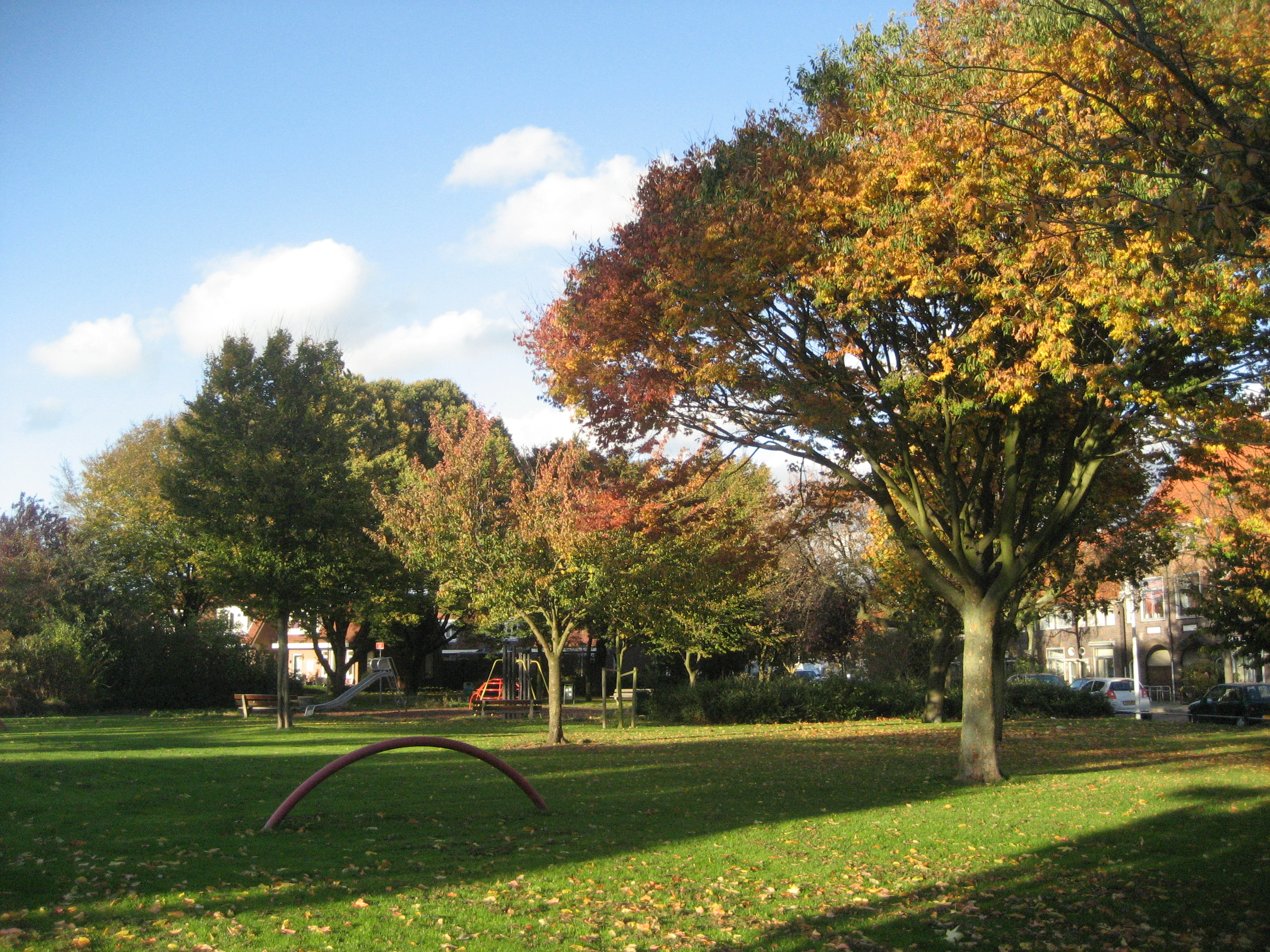
Kooipark in 2013
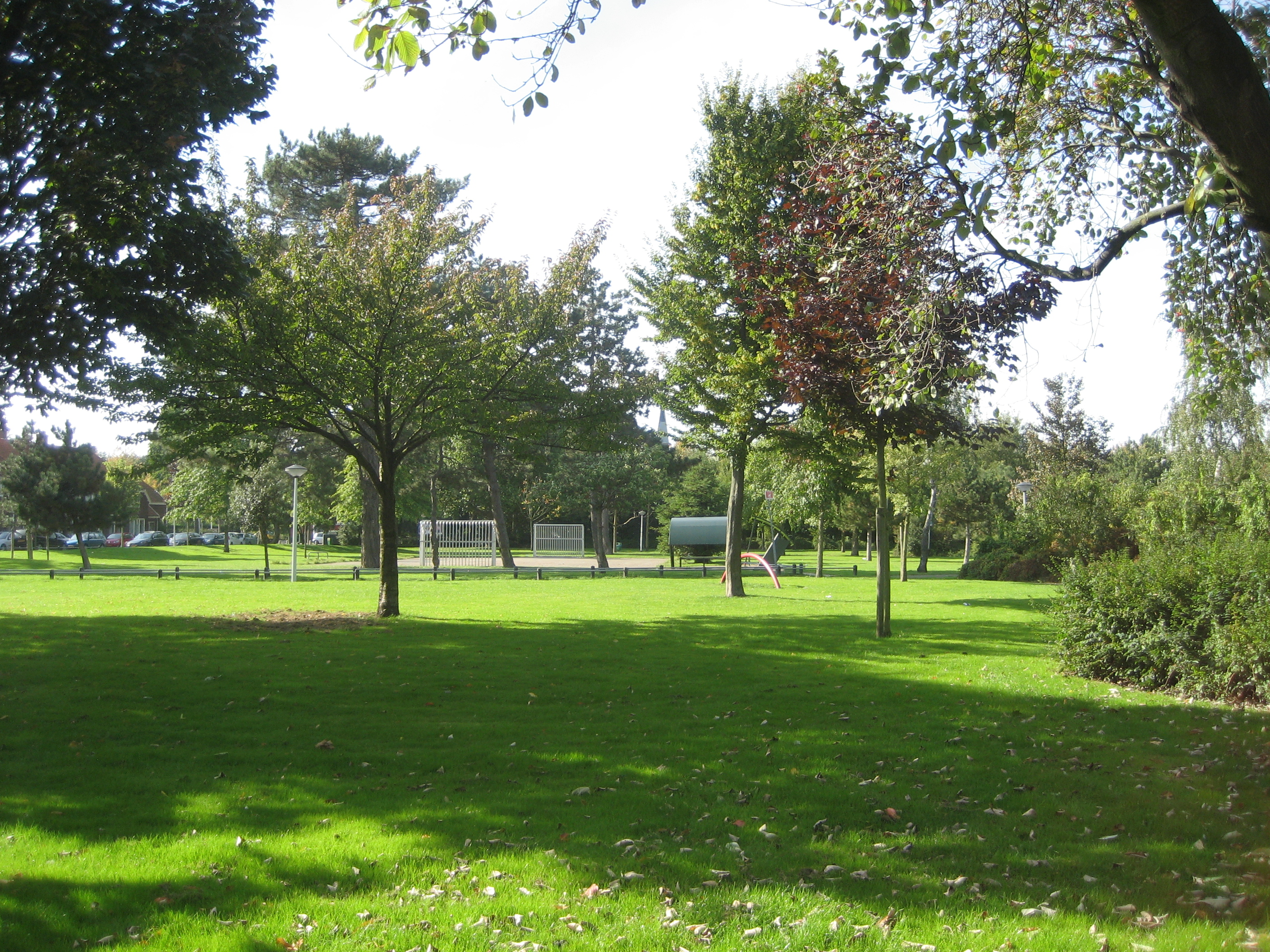
Kooipark in 2013